# جاك آس تقدم: جد سيئ
الجد السيئ (بالإنجليزية: Jackass Presents: Bad Grandpa)‏ هو فيلم كوميدي أُصدر في الولايات المتحدة سنة 2013.

## طاقم التمثيل
- جونى نوكسفيل
- كاثرين كينر

## القصة
ارفينج زيسمان (جوني نوكسفيل) رجل عجوز يبلغ 86 عام يقوم برحلة طويلة عبر الولايات المتحدة الأمريكية برفقة حفيده بيلي (جاكسون نيكول). ولكن يواجه الجد والحفيد الكثير من المواقف والأشخاص غرباء الأطوار في مشاهد غاية في الكوميديا.

## الميزانية والإيرادات
بلغت تكلفة إنتاج الفيلم حوالي 15 مليون دولار بينما حقق أرباحاً تقدر بـ 129,248,000 دولار.

## وصلات خارجية
- الموقع الرسمي
- جاك آس تقدم: جد سيئ على موقع IMDb (الإنجليزية)
- جاك آس تقدم: جد سيئ على موقع ميتاكريتيك (الإنجليزية)
- جاك آس تقدم: جد سيئ على موقع روتن توميتوز (الإنجليزية)
- جاك آس تقدم: جد سيئ على موقع قاعدة بيانات الأفلام العربية
- جاك آس تقدم: جد سيئ على موقع ألو سيني (الفرنسية)
- جاك آس تقدم: جد سيئ على موقع Turner Classic Movies (الإنجليزية)
- جاك آس تقدم: جد سيئ على موقع أول موفي (الإنجليزية)
- جاك آس تقدم: جد سيئ على موقع بوكس أوفيس موجو (الإنجليزية)
- جاك آس تقدم: جد سيئ على موقع فيلمافينيتي (الإسبانية)
- جاك آس تقدم: جد سيئ على موقع قاعدة بيانات الأفلام السويدية (السويدية)